# Вила-Нова-де-Тазен
Вила-Нова-де-Тазен (порт. Vila Nova de Tazem)  —  населённый пункт и район в Португалии,  входит в округ Гуарда. Является составной частью муниципалитета  Говейя. Находится в составе крупной городской агломерации Большое Визеу. По старому административному делению входил в провинцию Бейра-Алта. Входит в экономико-статистический  субрегион Серра-да-Эштрела, который входит в Центральный регион. Население составляет 2011 человек на 2001 год. Занимает площадь 15,77 км².
Покровителем района считается Дева Мария (порт. Nossa Senhora da Assunção).